# حق‌الخواجه
حق‌الخواجه، روستایی از توابع بخش میامی شهرستان شاهرود در استان سمنان ایران است.

## جمعیت
این روستا در دهستان نردین قرار دارد و براساس سرشماری مرکز آمار ایران در سال ۱۳۸۵، جمعیت آن ۴۸۱ نفر (۱۲۸خانوار) بوده‌است.